# 奧斯汀鎮區 (明尼蘇達州毛爾縣)
奧斯汀鎮區（英語：Austin Township）是位於美國明尼蘇達州毛爾縣的一個行政鎮區。

## 地方資料
奧斯汀鎮區的面積為75.12平方千米，皆為陸地。根據2020年美國人口普查的數據，當地共有人口881人，而人口密度為每平方千米11.73人。